# Scutovertex inlenticulatus
Scutovertex inlenticulatus är en kvalsterart som beskrevs av Sitnikova 1975. Scutovertex inlenticulatus ingår i släktet Scutovertex och familjen Scutoverticidae. Inga underarter finns listade i Catalogue of Life.